# Caetés (Pernambuco)
Caetés  este un oraș în Pernambuco (PE), Brazilia.